# Avakpa
Avakpa è un arrondissement del Benin situato nella città di Allada (dipartimento dell'Atlantico) con 4.881 abitanti (dato 2006).